# Wa(h)re Liebe
Die Fernsehsendung Wa(h)re Liebe wurde von 1994 bis 2004 regelmäßig donnerstagabends auf VOX ausgestrahlt. Als Moderatorin fungierte Lilo Wanders, eine durch den Schauspieler Ernie Reinhardt dargestellte Kunstfigur. Die Sendung behandelte fast ausschließlich Themen der Sexualität.
Die Moderatorin Lilo Wanders avancierte zum Kultstar und ging des Öfteren mit ihrer Sendung auf Deutschland-Tournee. Auch im Ausland wurden einige Sendungen aufgezeichnet, so zum Beispiel in Ungarn und Italien.

## Entstehungshintergrund
Mit dem erstmals durch das Format Liebe Sünde verarbeiteten Themenschwerpunkt Sexualität deckte der Sender einen Bereich ab, der von den öffentlich-rechtlichen Sendern bis zu diesem Zeitpunkt weitestgehend vernachlässigt worden war. Das Konzept eines Informationskanals auf hohem Niveau scheiterte unter anderem aus Kostengründen, VOX ging an die Bertelsmann-/RTL-Gruppe. Infolge dieser Entwicklung wechselte die Produktion Liebe Sünde zu ProSieben, wo die Sendung ab dem 6. Juli 1994 ausgestrahlt wurde. VOX entwickelte Wa(h)re Liebe als Nachfolgeformat.

## Typische Themen
- Berichte über Nachtclubs, Swingerclubs, Erotikmessen
- Reportagen vom Dreh pornografischer Filme, Interviews mit den Darstellern
- Stellungen beim Sex
- Quiz-Spiele im Studio, bei denen die Kandidaten (in der Regel jeweils ein Mann und eine Frau) nach falscher Antwort sich eines Kleidungsstückes entledigen mussten.
- Sexueller Fetischismus

Daneben wurden gelegentlich auch ernsthafte medizinische Probleme wie beispielsweise Geschlechtskrankheiten, Penisbruch und Klitorisverklebung angesprochen.

## Einstellung
Trotz Marktanteilen im zweistelligen Bereich, die oftmals über dem Senderdurchschnitt lagen, entschied VOX, die Sendung zum Jahr 2005 einzustellen, da der Sendungsinhalt nicht mehr zum sonstigen Senderprogramm passe. Auf dem Sendeplatz wurden dann Reportagen aus der BBC-Exklusiv-Reihe ausgestrahlt.